# 4655 Marjoriika
A 4655 Marjoriika (ideiglenes jelöléssel 1978 RS) a Naprendszer kisbolygóövében található aszteroida. Nyikolaj Sztyepanovics Csernih fedezte fel 1978. szeptember 1-én.